# Colours (Donovan)
"Colours" is een nummer van de Britse singer-songwriter Donovan uit 1965. 
Na het succes van de single "Catch the Wind" nam Donovan "Colours" op, dat een vergelijkbare folkstijl had. Billboard Magazine becomplimenteerde Donovan voor zowel de tekst als melodie in het nummer, en het blad Cash Box omschreef het nummer als een "tedere, langzaam bewegende, ritmische belofte van romantische toewijding" en herkende invloeden van Bob Dylan in het nummer. 
De single evenaarde het succes van "Catch the Wind" in het Verenigd Koninkrijk en bereikte de vierde plaats in de hitlijsten. In de Nederlandse Top 40 bereikte het de achtste positie, waarmee het Donovans eerste top 10-hit werd. In de Verenigde Staten kwam het niet verder dan de 61e plek. 
Toen Epic Records een compilatie-album van Donovan uitbracht, had zij niet de rechten om de originele opname van "Colours" op het album te zetten. Donovan nam het nummer, alsmede "Catch the Wind", opnieuw op in de studio met Big Jim Sullivan op gitaar, John Paul Jones op bas en keyboards en Clem Cattini op drums. Tijdens het Newport Folk Festival 1965 zong Donovan het nummer als duet met Joan Baez en deze versie is opgenomen op het verzamelalbum Folk Music at Newport, Part 1.

## NPO Radio 2 Top 2000
Colours stond alleen in 2000 in de NPO Radio 2 Top 2000, op plek 1591.